# Siffler une hirondelle
Pour plus de détails, voir Fiche technique et Distribution.
Siffler une hirondelle (titre original : Swallow the Leader) est un court métrage d'animation américain de la série Looney Tunes réalisé par Robert McKimson et produit par la Warner Bros. Cartoons, sorti en 1949.